# Vitis austrokoreana
Vitis austrokoreana är en vinväxtart som beskrevs av Hatusima. Vitis austrokoreana ingår i släktet vinsläktet, och familjen vinväxter. Inga underarter finns listade i Catalogue of Life.